# Турецко-персидская война (1623—1639)
Туре́цко-перси́дская война́ 1623—1639 годо́в — последний из серии конфликтов за контроль над Месопотамией и Закавказьем между Османской империей и Сефевидской Персией, двумя крупнейшими державами Западной Азии.
После первоначального успеха персов в отвоевании Багдада и большей части Месопотамии спустя 90 лет после их потери, война зашла в тупик, поскольку персы не смогли продвигаться дальше в Османскую империю, а сами османы были отвлечены войнами в Европе и ослаблены внутренними смутами. В конце концов, после нескольких неудачных попыток, в 1638 году османы смогли вернуть Багдад после кровопролитной 40-дневной осады, а подписание Зухабского договора в 1639 году положило конец войне победой Османской империи. Грубо говоря, договор восстанавливал границы 1555 года: Сефевиды сохранили за собой Дагестан, Ширван, Восточную Грузию и Восточную Армению; в то время как Западная Грузия, Западная Армения и Месопотамия окончательно перешли под власть Османской империи. Хотя некоторые части Месопотамии были ненадолго отвоеваны персами позже в истории, особенно во время правления Надир-шаха (см. Месопотамская кампания Надир-шаха) и Карим-хана Зенда (см. Турецко-персидская война [1775—1776]), с тех пор она оставалась в руках Османской империи вплоть до Первой мировой войны (см. Месопотамская кампания).

## Предыстория
Начиная с начала XVI века, на протяжении более столетия Османская империя и Сефевидская Персия, величайшие державы Западной Азии того времени, почти постоянно вели войны между собой за контроль над Закавказьем и Месопотамией. Их соперничество ещё больше подогревалось догматическими разногласиями: Османы были суннитами, тогда как Сефевиды — шиитами, из-за чего они считали друг друга «еретиками».
Первый вооружённый конфликт между ними произошёл в 1514 году. После катастрофического поражения при Чалдыране Сефевиды потеряли влияние в Восточной Анатолии, в то время как османы, начиная с 1532 года завоевали всю Месопотамию, взяв Багдад в 1534 году и обеспечив признание своих завоеваний Амасийским договором в 1555 году. Мир между ними длился два десятилетия, прежде чем в 1578 году разразилась новая война. Персы оказались в трудном положении, поскольку наступление Османской империи сочеталось с нападением Шейбанидов на Персидский Хорасан. Война завершилась Стамбульским мирным договором 1590 года с явной победой Османской империи: османы оккупировали Грузию, Реван и даже бывшую столицу Сефевидов — Тебриз.
В 1588 году новым персидским шахом стал молодой Аббас I Великий. Он реорганизовал армию, создав новую голамскую пехоту по образцу османских янычар, набранную из десятков тысяч вооружённых лучшим снаряжением и обученных солдат (в основном черкесов и грузин), и стал ждать своего часа. В 1598 году он успешно отвоевал Хорасан у Шейбанидов, а в 1603 году начал новую войну против османов, в том же году отвоевав у них Тебриз, Азербайджан и Грузию. Османы, отвлечённые длительной войной с Габсбургской монархией в Европе, не смогли оказать ему эффективного сопротивления и по Серавскому миру 1618 года были вынуждены признать его контроль над вышеупомянутыми территориями. К 1622 году, после успешного завершения войны против Великих Моголов и воодушевлённый внутренними беспорядками в Османской империи, последовавшими за убийством султана Османа II, Аббас решает осуществить свою давнюю мечту о восстановлении персидского контроля над Месопотамией.

## Ход войны

### Оккупация Месопотамии персами
Шанс для шаха Аббаса представился вместе с рядом внутренних беспорядков в Османской империи: в 1621 году в Багдаде янычарский офицер Бекир Субаши восстал и захватил власть над городом; в то время как в 1622 году в результате бунта янычар был убит султан Осман II, после чего Мехмед Абаза-паша, губернатор Эрзурума, поднял восстание с целью отмены янычарского движения, и вскоре под его контроль оказалась бо́льшая часть Восточной и Центральной Анатолии, так как местные жители поддержали его дело.
В том же году Бекир написал Османской Порте с просьбой признать его Багдадским пашой, но вместо этого Порта приказала Хафизу Ахмед-паше, губернатору Диярбакыра, свергнуть его и восстановить контроль над Багдадом. Ахмед-паша собрал армию и осадил Багдад, но потерпел поражение. В следующем году он вновь осадил город, и теперь, когда осада затянулась и жители города начали голодать, Бекир решил обратиться к Аббасу; он пообещал ему стать его подданным, если тот окажет городу помощь, на что шах согласился и послал ему войска. Чтобы предотвратить захват Багдада персами, Порта согласилась выполнить требования Бекира, который после этого отозвал своё предложение Аббасу. Однако Аббас продолжил наступление, так как он уже много лет готовился к захвату Багдада, и сейчас для этого был подходящий момент. 12 января 1624 года он со своей армией достиг стен Багдада и начал его осаду, а два дня спустя он вошёл в город благодаря предательстве Мухаммеда, сына Бекира, который открыл ворота города в обмен на обещание шаха сохранить ему жизнь. За падением Багдада последовала резня большей части его суннитского населения, поскольку шах пытался превратить его в чисто шиитский город, каким он был до его захвата османами в 1534 году.
Падение Багдада нанесло серьёзный удар по престижу Османской империи; местные османские гарнизоны и племена начали дезертировать, и вскоре персы захватили бо́льшую часть Месопотамии, включая таких крупных городов как Киркук и Мосул, а также шиитские святыни Наджаф и Кербела, которые затем посетил сам шах.

### Поход Хафиза Ахмед-паши на Багдад
В ноябре 1625 года Хафиз Ахмед-паша, ныне великий визирь, воспользовавшись тем, что шах Аббас был занят подавлением восстания Георгия Саакадзе в Грузии, решил отвоевать Багдад. Несмотря на то, что персидские войска при отступлении использовали тактику «выжженной земли», османская армия вскоре достигла Багдада и осадила его, окружив с трёх сторон. Хотя османам удалось прорвать внешние укрепления города, сам город смог сдерживать их атаки до прибытия армии помощи Аббаса. Затем османы отошли в пределах своего хорошо укреплённого лагеря и продолжили осаду. В ответ Аббас решил перехватить османские конвои с припасами, и эта стратегия в конечном итоге принесла свои плоды: османы были вынуждены рискнуть атаковать персидскую армию. После того, как их атака была жестоко отбита, 4 июля 1626 года османы были вынуждены снять осаду и отступить к Мосулу.

### Поход Гази Хюсрев-паши на Багдад
В 1629 году умирает шах Аббас; ему наследовал его 18-летний внук Сефи I. Воспользовавшись слабостью нового шаха, османы, заключив мир с императором Священной Римской империи Фердинандом II, собрали новые силы для нового похода на Багдад под командованием нового и умелого великого визиря Гази Экрема Хюсрев-паши. Однако этим планам помешала суровая зима и сильные наводнения, и поэтому Хюсрев-паша решил вместо этого вторгнуться в саму Персию. В мае 1630 года он разбил персидские войска под командованием Зайнал-хана Бегдели Шамлу в битве при Михрибане, а в следующем месяце взял и разграбил город Хамадан. Хотя эти победы открыли ему дорогу в сердце Персии, его армия несла большие потери из-за недостатка продовольствия, и поэтому он повернул свою армию обратно в сторону Багдада и в октябре осадил его. Однако в ноябре он был вынужден снять осаду, поскольку наступление новой суровой зимы могло поставить под угрозу его коммуникации. После его ухода персы вновь восстановили свой контроль над Месопотамией и подчинили местное восставшее курдское население.

### Временное прекращение крупных военных действий
Следующие несколько лет были отмечены постоянными пограничными стычками и взаимными набегами, при этом ни одна из сторон не претендовала на какое-либо решающее преимущество.
В 1633 году началась новая польско-турецкая война, в то время как на Кавказе Теймураз I, царь Кахетии и Картли, вновь восстал против персидского владычества. Чтобы его подавить, в 1634 году шах Сефи послал армию под командованием Ростам-хана. Теймураз в итоге потерпел от него поражение, но сумел бежать в безопасное место в Имерети. В том же году шах Сефи направил к новому османскому великому визирю Табанияссы Мехмед-паше мирную делегацию, однако тот отклонил его требования, поскольку не считал Персию столь опасным врагом.

### Поход Мурада IV на Реван и Тебриз
В 1635 году османский султан Мурад IV, заключив мир с поляками и восстановив порядок внутри страны, взял на себя руководство армией. В марте того же года, сознательно стремясь подражать своим предшественникам-воинам, он организовал поход на Реван (совр. Ереван). В июле его армия наконец, после 3-месячного марша, достигла города и осадила его. Спустя 13 дней после начала ожесточённой осады, бейлербей города Тахмасибгулу-хан Каджар неожиданно сдал его султану. Продолжая наступательную операцию, османская армия в сентябре вошла в Тебриз и разграбила его. Победоносный султан, оставив в Реване 12-тысячный гарнизон под командованием бейлербея Диярбекира Дамата Муртазы-паши, с триумфом вернулся в Константинополь; однако весной следующего года шах Сефи восстановил контроль над Реваном, уничтожив его османский гарнизон.

### Поход Мурада IV на Багдад
В 1635 году шах Сефи вновь предложил османам мирные переговоры при условии, что «Багдад останется под властью Сефевидов», но Мурад IV отклонил их, ответив: «Ответ будет дан в Багдаде». В 1638 году он собрал армию численностью 100 тыс. человек и двинулся на Багдад. Город пал в декабре после ожесточённой 40-дневной осады, и османы тем самым фактически восстановили контроль над всей Месопотамией. Вскоре после этого начались мирные переговоры.

## Итоги
17 мая 1639 года между Персией и Османской империей был заключён Зухабский мирный договор, согласно которому Месопотамия, которая составляла важную часть различных персидских империй со времён Ахеменидов, была безвозвратно потеряна для персов. На Кавказе была восстановлена примерная граница, установленная ещё в 1555 году Амасийским договором: Персия сохранила за собой Восточную Армению, Дагестан, Ширван и Восточную Грузию; но была вынуждена признать Западную Грузую и Западную Армению османскими территориями.
Зухабский мир установил постоянное равновесие сил в этом регионе, и, несмотря на будущие конфликты и небольшие корректировки, граница, постулируемая этим договором, по сей день остаётся западной границей Турции с Ираном и Ираком.